# Trang viên ở Słupiec (Nowa Ruda)

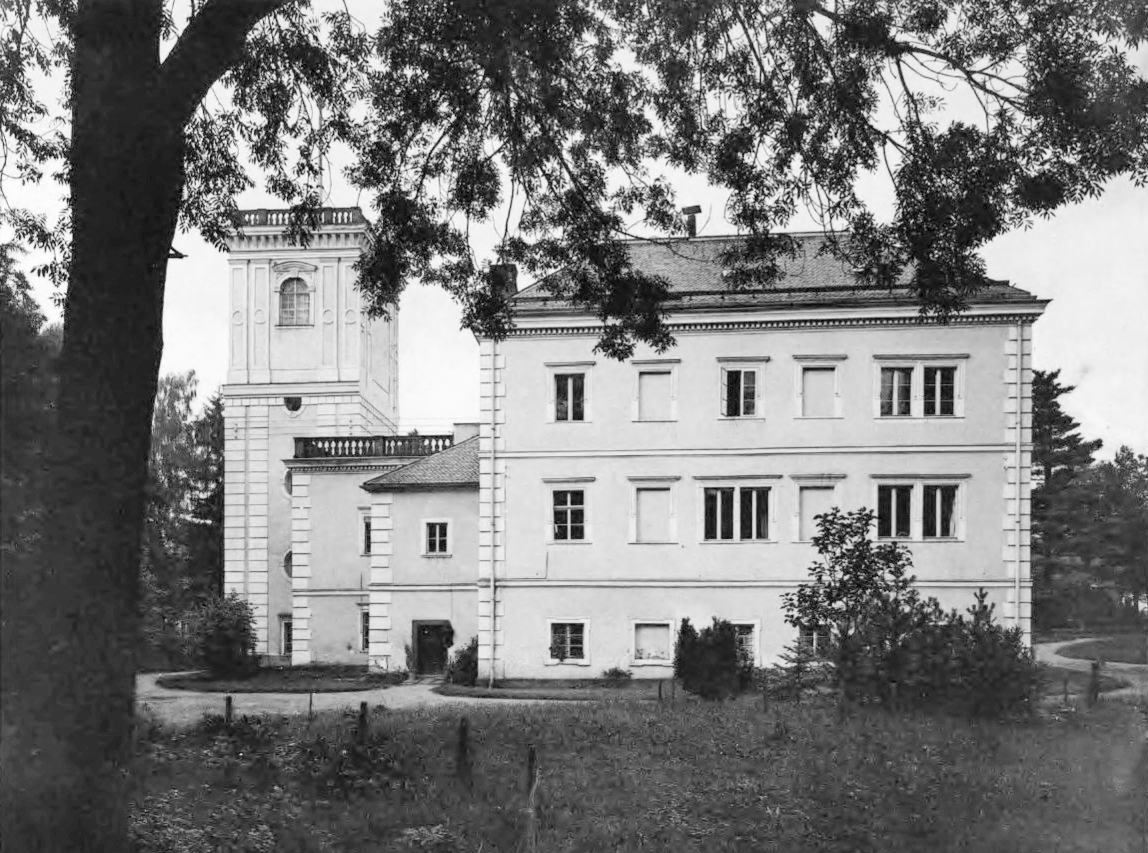
Trang viên ở Słupiec (Nowa Ruda) năm 1909

Trang viên ở Słupiec (Nowa Ruda) (tiếng Ba Lan: Dwór w Nowej Rudzie-Słupcu) là một trang viên lâu đời được xây dựng vào thế kỷ 17 theo phong cách kiến trúc Baroque, nằm ở Słupiec, Nowa Ruda, tỉnh Dolnośląskie, Ba Lan. Trang viên có tên trong sổ đăng ký di tích.
Ban đầu, đây là một cung điện nhỏ được kiến trúc sư Jakob Carova thiết kế. Công trình kiến trúc sở hữu một lâu đài kiên cố, phía trên có chiếc mái nhà hình củ hành. Đây là nơi sinh sống của các bá tước gia tộc Morgante. Sau khi gia tộc Pilati nắm quyền sở hữu, di tích này được họ xây dựng lại. Chủ sở hữu của trang viên thay đổi qua các thời kỳ, gồm: Bá tước Jan Baptist Pilati von Tassul (1708); Johann Baptista Pilati (1724-1756); Bá tước Antoni Pilati von Tassul zu Daxberg (1775-1843). Không may, dinh thự này bị nổ tung vào những năm 1960.
Sau đó, dinh thự mới được dựng lên thay vào, khiêm tốn hơn tòa cung điện trước đó. Đó là một tòa nhà hai tầng, với một mái nhà mansard (các mặt của mái nhà đối xứng ở mỗi bên). Từ sau năm 1945, đây là trụ sở của nông trường quốc doanh. Các trang trại trong cung điện cũ vẫn còn sót lại bên cạnh tòa nhà mới xây.